# مسابقة الأغنية الأوروبية 1989
مسابقة الأغنية الأوروبية 1989 هي النسخة ال34 من مسابقة الأغنية الأوروبية، أقيمت في مدينة لوزان، سويسرا. شاركت 22 دولة في المسابقة وحصلت يوغسلافيا على المركز الأول بأغنية Rock Me.

## روابط خارجية
- الموقع الرسمي